# Tigris and Euphrates
Tigris and Euphrates (укр. Тигр і Євфрат) — стратегічна настільна гра для двох-чотирьох гравців, розроблена Райнером Книзією, яка присвячена розвитку цивілізацій у Месопотамії. Гра вперше вийшла у 1997 році у видавництві Hans im Glück, а наступного року отримала премію Deutscher Spiele Preis і була включена до списку номінантів Spiel des Jahres. У 2007 році компанія Pegasus випустила нове видання з оновленим графічним оформленням та додатковим контентом. У 2015 році Fantasy Flight Games видала другу нову редакцію гри, яка вийшла німецькою мовою у видавництві Heidelberger Spieleverlag.
Дія гри відбувається під час зіткнення сусідніх династій на зорі цивілізації та названа на честь річок Тигр та Євфрат, що протікають у регіоні, нині відомому як Близький Схід. Ці річки слугували природними кордонами для території, яка була домом для декількох великих стародавніх цивілізацій, зокрема Шумер, Вавилонія та Ассирія. Греки називали цю область Месопотамія, що дослівно означає «між річками».

## Ігровий процес
Гра може бути зіграна двома, трьома або чотирма гравцями. Ігровий процес пропонує як тактичні, так і стратегічні завдання. Як і в багатьох іграх, короткострокові цілі набувають більшого значення за участі більшої кількості гравців, оскільки гравці мають менше шансів слідувати попереднім ходам. Удача відіграє роль, оскільки гравці витягують плитки з мішка, але вона рідко є вирішальною. Гравці можуть вибірково відкинути і замінити свої плитки, витративши на це одне «очко дії», з яких кожен гравець має два на хід. У грі не використовуються кубики.
Ігрове поле являє собою карту двох річок, позначену квадратною сіткою. Існує чотири типи плиток із відповідними лідерами: храми та священики (червоні), поля та фермери (сині), ринки та торговці (зелені) та поселення та королі (чорні). Гра починається з десяти ізольованих храмових плиток, вже розміщених на полі. Гравці розміщують плитки і лідерів на полі, створюючи та розширюючи області та королівства. Пам'ятники можна будувати на полі, коли чотири плитки одного кольору розміщені у квадратній формі.
Два лідери одного типу не можуть співіснувати в одному королівстві. Внутрішні конфлікти викликані додаванням гравцем другого лідера одного типу в королівство. Зовнішні конфлікти виникають, коли гравці розміщують плитки для злиття двох існуючих королівств.
Під час гри гравці збирають очки у кожному з чотирьох кольорів в результаті розміщення плиток, вирішення конфліктів і контролю пам'ятників. Після фінального раунду кожен гравець сортує свої очки за кольором, включаючи будь-які «скарби», які вони здобули і які можна зарахувати до будь-якого кольору на вибір гравця. Щоб уникнути надмірної спеціалізації, виграє гравець з найбільшою кількістю очок у своїй найслабшій категорії.
Гравці повинні збалансувати свої бали та уникати надмірної спеціалізації. Кніціа пізніше використав цей механізм як основу для гри Ingenious.

## Відгуки
Томас Леман коментує: «Якщо ви шукаєте тактично багату, інтенсивну стратегічну гру з великою кількістю конфліктів (що незвично для єврогри), спробуйте Tigris and Euphrates і зрозумійте, чому так багато гравців вважають цю гру шедевром Райнера Книзії».